# Тылай (Кировская область)
Тылай — поселок в составе Мурашинского района Кировской области. 

## География
Находится на расстоянии примерно 22 километра по прямой на север-северо-запад от районного центра города Мураши. Станция Кобринской УЖД.

## История
Известен как поселок лесозаготовителей с начала 1930-х годов. В годы войны место лагеря военнопленных немцев. В 1950 году учтено 313 дворов и 375 жителей. В 1989 году здесь было учтено 279 жителей. До 2021 года входил в Мурашинское сельское поселение Мурашинского района, ныне непосредственно в составе Мурашинского района.

## Население
Постоянное население  составляло 244 человека (русские 96%) в 2002 году, 105 в 2010.